# Alioune Kébé
Pour les articles homonymes, voir Kébé.
Alioune Kébé né le 24 novembre 1984 à Pikine est un footballeur sénégalais. Il évolue au poste d'attaquant.

## Carrière
En 2003 il signe au Stade lavallois après un essai concluant. Auparavant il avait été mis à l'essai à Lorient et Rennes. Il joue un match amical avec l'équipe réserve mais son contrat professionnel n'est pas homologué, en raison de problèmes administratifs, liés à son absence de sélection labellisée FIFA. Il rejoint l'Entente Sannois Saint-Gratien en National, après avoir été mis à l'essai en novembre. Il avait également effectué un essai au Mans à la même période. Il obtient sa qualification en janvier 2004.
Il rompt son contrat avec le club belge de Mouscron en octobre 2007. En janvier 2009 il s'engage avec le Paris FC.
Alioune Kébé est international espoirs sénégalais.

## Palmarès
AC Horsens
- Champion de D2 danoise (1) : 2010